# (3887) Gerstner
(3887) Gerstner ist ein Asteroid des Hauptgürtels, der am 22. August 1985 vom tschechischen Astronomen Antonín Mrkos am Kleť-Observatorium (IAU-Code 046) in Südböhmen entdeckt wurde.
Der Asteroid wurde nach dem böhmischen Physiker und Mathematiker Franz Josef von Gerstner (1756–1832) benannt, der anfänglich als Astronom an der Wiener Sternwarte und ab 1784 an der Sternwarte Prag tätig war, ehe er sich ab 1787 der Mathematik zuwandte.
Mit dem Asteroiden wird zugleich sein Sohn Franz Anton von Gerstner (1796–1840) geehrt, der 1824 die von seinem Vater ab 1807 konzipierte Eisenbahnverbindung Budweis–Linz in Form der Pferdeeisenbahn Budweis–Linz realisierte.